# Дяволски мост
Вижте пояснителната страница за други значения на Дяволски мост.
Дяволският мост е мост на река Арда в община Ардино, област Кърджали.
Намира се в живописен пролом на около 10 километра северозападно от град Ардино, близо до село Дядовци и недалеч от село Латинка.
Мостът е разположен на 420 метра надморска височина в пролом, ограден от двете страни от стръмни склонове, достигащи до 800 метра надморска височина. Дължината му е 56 метра, широчината – 3,5 м, трисводест, като на сводовете на страничните му ребра са направени отвори с полукръгли сводчета за оттичане на водата. Височината на централния свод е 11 – 12 метра, а по ръба е запазен каменен парапет с височина 12 см.
Мостът е построен в началото на XVI век по заповед на султан Селим I като част от път, свързващ Горнотракийската низина с Беломорска Тракия и Егейско море. На мястото на днешния мост някога е имало римски мост, част от античен път, свързващ Бяло море и Северна Тракия през прохода Маказа. По нареждане на султан Селим I мостът е възстановен, за да продължат търговските връзки между двата географски района. Той е бил известен с името Шейтан кюприя.
От векове мостът е обвит в легенди и загадки. Почти нищо не се знае за строежа му, но според преданията негов създател е майстор Димитър от близкото село Неделино. Той приел предизвикателството да издигне мост над бурната река, макар всички преди него да се провалили в начинанието. Справил се великолепно и за рекордно време, но скоро след това починал. Тук поверията нашепват, че в градежа на моста имал пръст Сатаната. Дяволът обещал на майстора да сподели тайна, която ще направи творението му вечно, ако той успее да го завърши за 40 дни. Не успее ли обаче, щял да вземе душата му. Димитър се справил с дяволската задача и Сатаната изпълнил обещанието си, но скоро след това даровитият майстор починал и отнесъл тайното познание в гроба.
Казват, че от Дяволския мост може да видиш ликът на Сатаната, ако погледнеш към водите на река Арда между 11.00 и 12.00 часа на обед, когато мостът и отражението му образуват окръжност. Освен това според някои в един от камъните му личи отпечатък от стъпката на Дявола.
На 24 февруари 1984 г. мостът е обявен за паметник на културата. В близост до моста е изградена туристическа инфраструктура за отдих и пикник. След извършване на възстановителна дейност през 2013 г. пътят от Ардино до Дяволския мост е асфалтиран.

## Галерия
- Изглед отблизо
- През есента